# Celone (1813)
La goleta de Celone  fue un buque corsario al servicio de las Provincias Unidas del Río de la Plata durante la lucha por la independencia.

## Historia
Construida en astilleros de la ciudad de Buenos Aires y dedicada al tráfico fluvial con matrícula del puerto de Buenos Aires, esta pequeña embarcación era conocida por el nombre de su propietario, el maestro mayor herrero Carlos Celone.
El 26 de febrero de 1813, Celone solicitó y obtuvo permiso para armar en corso su goleta, recibiendo del Parque de Artillería un cañón de a 8 y la necesaria pólvora y munición.
Al mando de Ángel Hubac, cruzó el sector del delta del Paraná y los riachos vecinos, apresando varias embarcaciones destinadas al abastecimiento de la plaza realista de Montevideo. En su campaña represó también el bote del puerto de la Ensenada de Barragán que al mando de Santiago Maurice había sido capturado por los españoles el 2 de diciembre de 1812.